# Blakiella bartsiifolia
Blakiella bartsiifolia là một loài thực vật có hoa trong họ Cúc. Loài này được (S.F.Blake) Cuatrec. mô tả khoa học đầu tiên năm 1969. 